# Zeemaneffekten

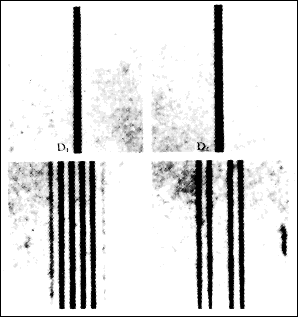
Zeemans foto av natriumlinjernas uppspaltning i ett magnetfält

Zeemaneffekten är en magnetooptisk effekt, där en delning av en spektrallinje uppstår i ett magnetfält. Den har fått sitt namn efter Pieter Zeeman, som 1896 beskrev fenomenet för första gången.
Motsvarande effekt av ett elektriskt fält kallas Starkeffekten.